# Mark Tonelli
Marcus Lyndon "Mark" Tonelli, född 13 april 1957 i Ipswich i Queensland, är en australisk före detta simmare.
Tonelli blev olympisk guldmedaljör på 4 x 100 meter medley vid sommarspelen 1980 i Moskva.